# Phare de Nebel
Le phare de Nebel (en allemand : Leuchtturm Nebel) est un phare actif situé sur l'île d'Amrum, près du petit village de Wittdün (Arrondissement de Frise-du-Nord - Schleswig-Holstein), en Allemagne.
Il est géré par la WSV de Tönning .

## Histoire
Le phare  a été mis en service en 1981 sur le côté est de l'île d'Amrum à environ 5 km au nord de Wittdün, au centre de l'île. Il est automatisé d'origine. Il est identique au phare de Nieblum sur l'île Föhr.

## Description
Le phare  est une tour cylindrique en aluminium de 10 m de haut, avec une galerie et une lanterne. La tour est peinte en rouge avec une bande blanche. Son feu à occultations émet, à une hauteur focale de 16 m, un éclat (blanc-rouge-vert selon direction), de 4 secondes par période de 5 secondes.
Sa portée est de 20 milles nautiques (environ 37 km) pour le feu blanc, et 15 milles nautiques (environ 328 km) pour le feu rouge et le feu vert.
Identifiant : ARLHS : FED-160 - Amirauté : B1691 - NGA : ..... .

## Caractéristiques dufeu maritime
Fréquence : 5 secondes (WRG)
- Lumière : 4 secondes
- Obscurité : 1 seconde

|                       |
| Localisation de Amrum |

|          |
| Le phare |

### Lien connexe
- Liste des phares en Allemagne